# Episodi di American Woman (serie televisiva)
La prima e unica stagione della serie televisiva American Woman è stata trasmessa in anteprima negli Stati Uniti d'America da Paramount Network tra il 7 giugno 2018 e il 23 agosto 2018.
| nº | Titolo originale           | Titolo italiano     | Prima TV USA   | Prima TV Italia |
| -- | -------------------------- | ------------------- | -------------- | --------------- |
| 1  | Liberation                 | Liberazione         | 7 giugno 2018  |                 |
| 2  | Changes and the New Normal | La nuova normalità  | 14 giugno 2018 |                 |
| 3  | The Party                  | La festa            | 21 giugno 2018 |                 |
| 4  | The Cost of Living         | Il costo della vita | 28 giugno 2018 |                 |
| 5  | Adam                       | Adam                | 12 luglio 2018 |                 |
| 6  | The Heat Wave              | Un'ondata di calore | 19 luglio 2018 |                 |
| 7  | The Agreement              | L'accordo           | 26 luglio 2018 |                 |
| 8  | Jack                       | Jack                | 2 agosto 2018  |                 |
| 9  | The Breakthrough           | La svolta           | 9 agosto 2018  |                 |
| 10 | Obstacles and Assets       | Ostacoli e vantaggi | 16 agosto 2018 |                 |
| 11 | I Will Survive             | La vita va avanti   | 23 agosto 2018 |                 |